# 9 мм Browning Long
9 мм Browning Long [9 x 20 мм SR] військовий пістолетний набій центрального запалення розроблений в 1903 році для пістолета FN Model 1903 прийнятого на озброєння в Бельгії, Франції, Нідерландах та Швеції.

## Опис
Набій 9 мм Browning Long схожий на набій 9×19 мм Парабелум, але має дещо довшу напів-фланцеву гільзу; дзеркальний зазор вираховується по фланцю. Набій розробила компанія FN для використання в пістолеті з вільним затвором Модель 1903, збільшеній версії Colt 1903. Використання більш потужного набою, такого як 9×19 мм Парабелум, потребувало б використання закритого затвора. Боєприпаси виробляли в Бельгії, Франції, Англії, Швеції та США. Під час Першої світової війни набій деякий час випускали в Німеччині для Османської імперії, крім того набій використовували в Південній Африці.
Зараз набій є застарілим, а тому важко знайти гільзи для перезарядки боєприпасів; одним з варіантів для тих хто вручну заряджає набої є обрізання гільзи набою .38 Super до потрібної довжини.
Сербський виробник Прві Партизан випускав набої 9 мм Browning Long в 2000-х роках. Куля з суцільнометалевою оболонкою Прві важила 7 грамів (108 гр.) з дуловою швидкістю 350 м/с.
Дані про перезарядку набоїв доступні на кількох сайтах і в деяких інструкціях по ручній перезарядці, наприклад норвезький Ladeboken.
Ladeboken:
- Порох: 4,5 грани N340.
- Куля: 110 гранів Norma J
- Довжина: 1,09 дюйми
- Швидкість: 815 фт/с (248 м/с)